# (34554) 2000 ST251
2000 ST251 (asteroide 34554) é um asteroide da cintura principal. Possui uma excentricidade de 0.14765600 e uma inclinação de 1.36042º.
Este asteroide foi descoberto no dia 24 de setembro de 2000 por LINEAR em Socorro.